# Matthäus Alber

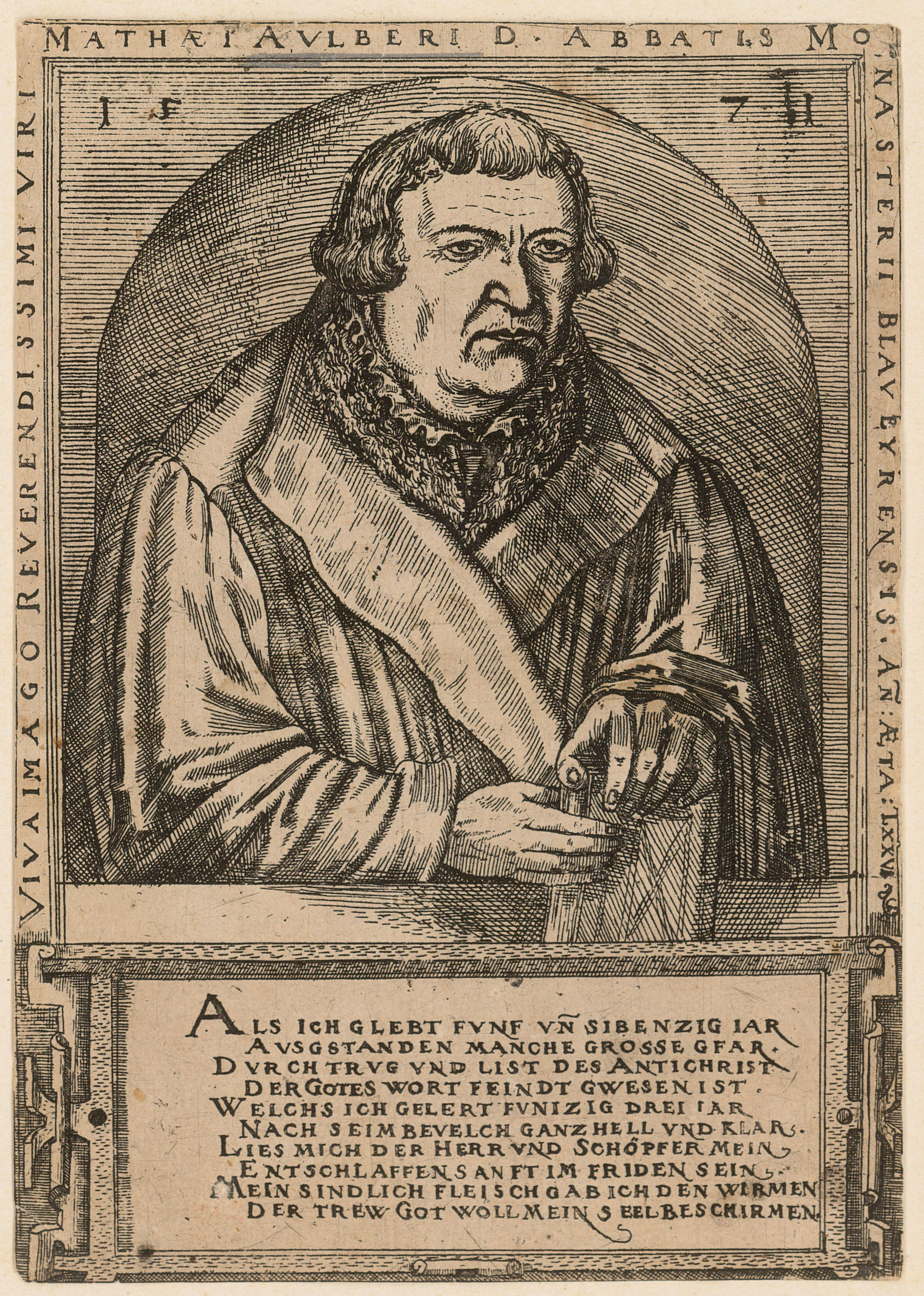
Matthäus Alber, Holzschnitt von 1571

Matthäus Alber (auch Aulber; * 4. Dezember 1495 in Reutlingen, Freie Reichsstadt; † 2. Dezember 1570 in Blaubeuren, Herzogtum Württemberg) war ein Württemberger Reformator.

## Leben und Wirken

### Herkunft und Ausbildungsweg
Matthäus Alber kam als Sohn des Goldschmieds Jodokus Aulber und dessen Ehefrau Anna, geb. Schelling, zur Welt. Zunächst besuchte er in seiner Heimatstadt die Lateinschule. Bei dem Stadtbrand von 1506 in Reutlingen verlor die Familie ihren Ernährer und litt finanzielle Not.
In der Folgezeit besuchte Alber in Straßburg, Rothenburg ob der Tauber und Schwäbisch Hall die Lateinschulen. Aufgefallen durch seine guten Leistungen, sollte ihm später eine Tätigkeit als Lehrer an der Lateinschule seiner Heimatstadt übertragen werden.
Im November 1513 immatrikulierte sich Matthäus Alber an der Universität Tübingen, wo er am 14. Mai 1516 den Grad eines Baccalaureus der Sieben Freien Künste erwarb – Voraussetzung für ein späteres Studium der Fächer Medizin, Jurisprudenz oder Theologie. 1518 absolvierte Matthäus Alber den nächsthöheren Grad, den Magister artium. Damit konnte er Lehrer an der Tübinger Lateinschule werden und seinen Lebensunterhalt sichern.

### Matthäus Alber begegnet Melanchthon und Reuchlin

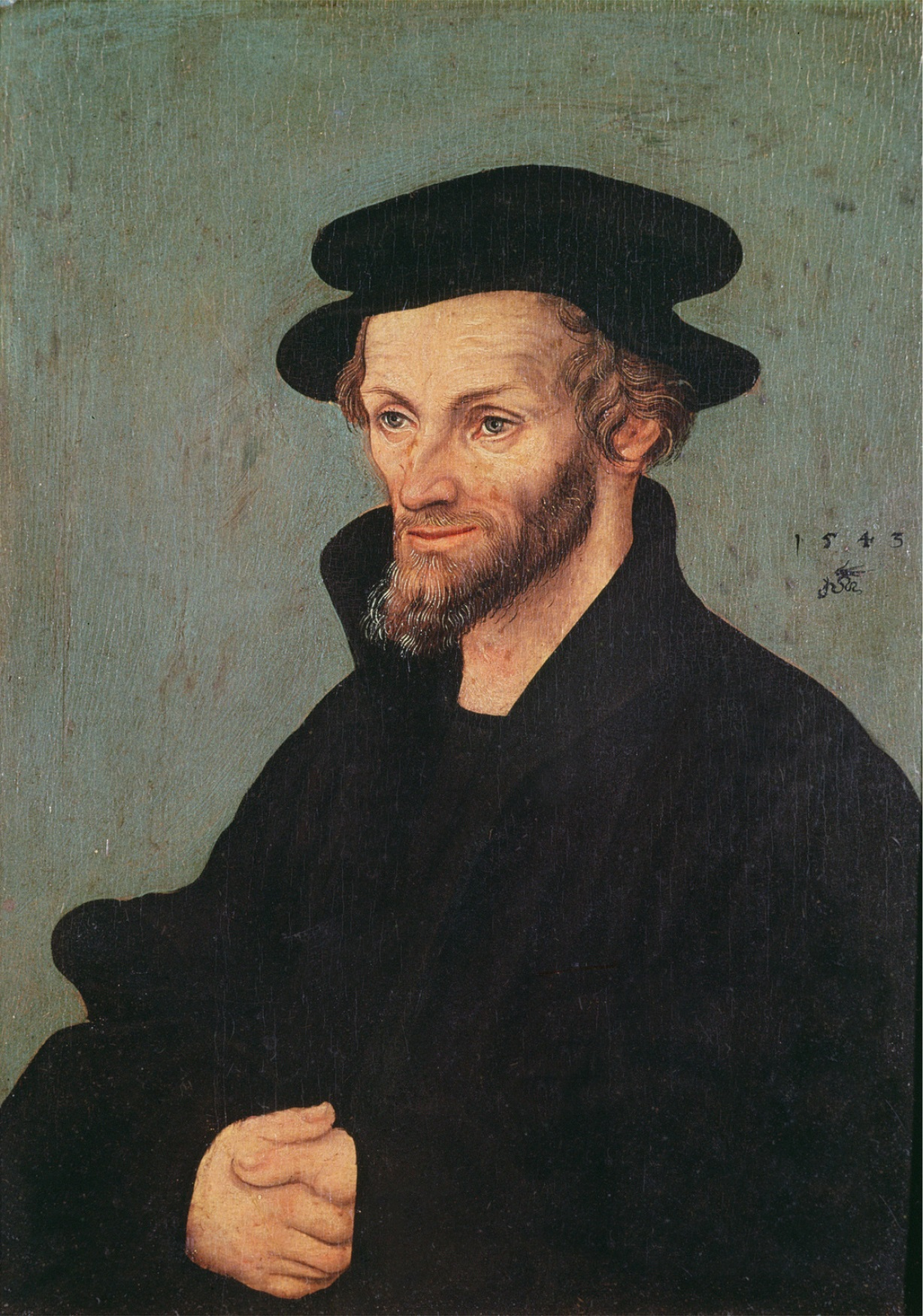
Philipp Melanchthon auf einem Ölgemälde von Lucas Cranach dem Älteren

Alber lernte hier den jungen Gelehrten Philipp Melanchthon kennen. Er besuchte dessen Vorlesungen über griechische Grammatik sowie über den Komödiendichter Terenz aus Karthago und über die Geschichte der antiken Komödie. Als Melanchthon 1518 nach Wittenberg ging, begleitete ihn Alber dorthin. Als sein Begleiter lernte er auf der Reise auch in Stuttgart Johannes Reuchlin kennen.
Am 1. Juni 1521 schrieb sich Alber an der Universität Freiburg ein, wo er kurz danach, am 5. Juni, den Baccalaureus biblicus erwarb und am 8. August den Baccalaureus sententiarius und den Baccalaureus formatus. Während seiner humanistischen Studien in Freiburg studierte er auch die Schriften Martin Luthers.

## Reutlinger Zeit

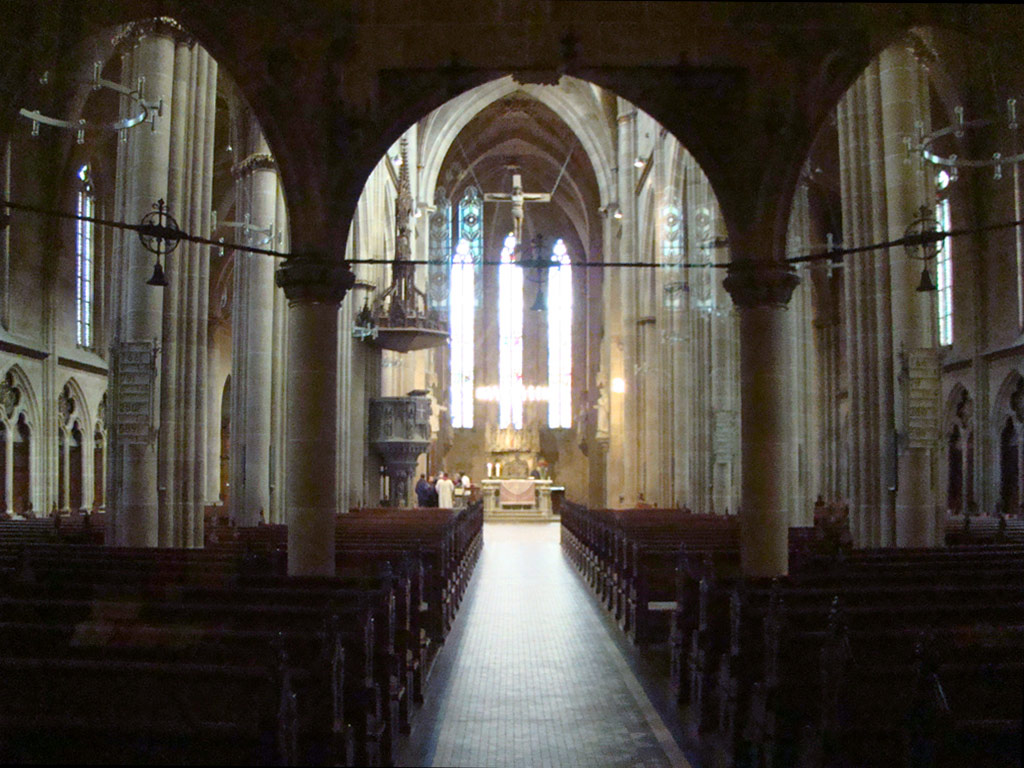
Das Langhaus der Marienkirche mit Blick auf den Chor und die Apsis

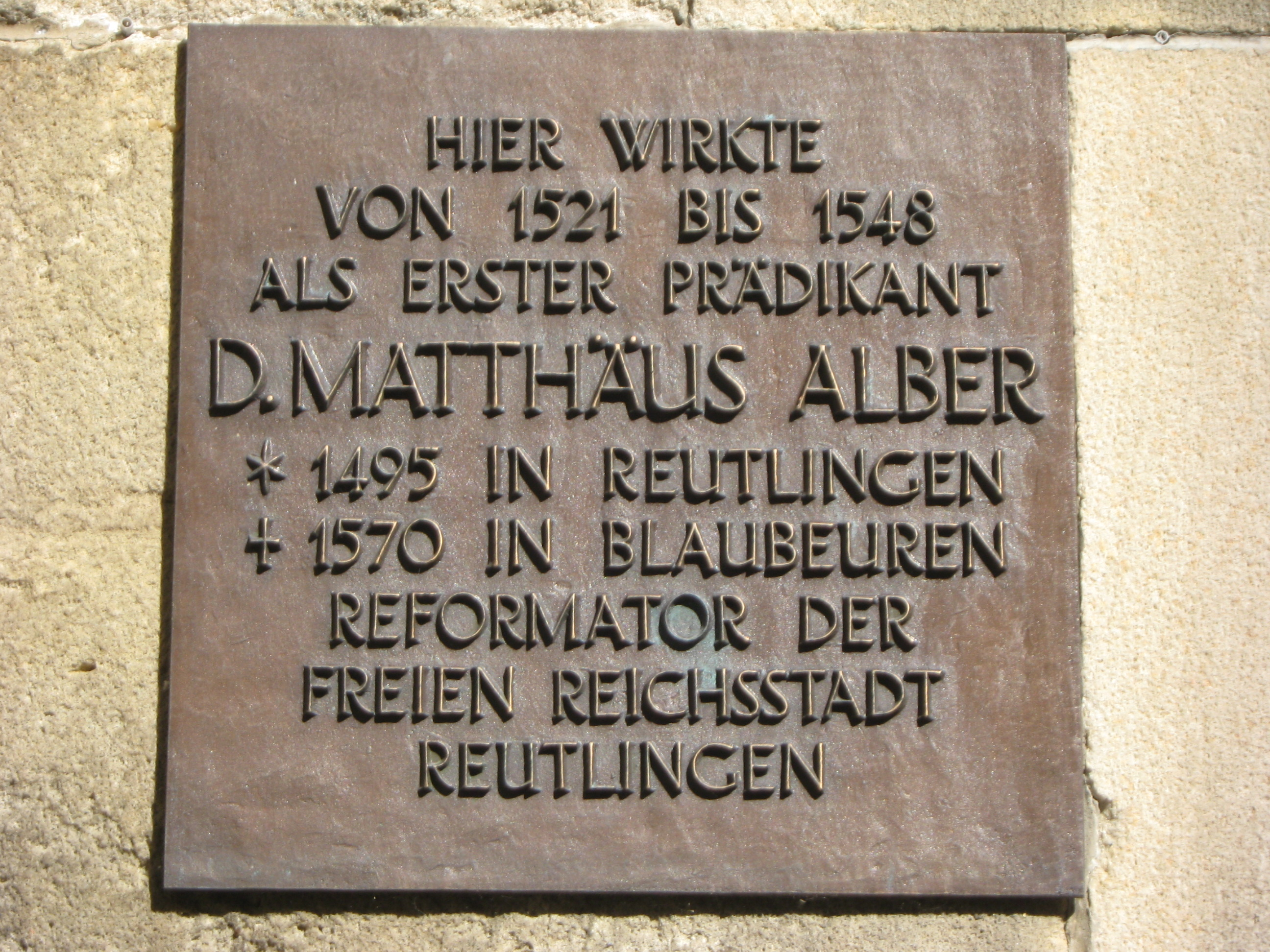
Gedenktafel zum Wirken Albers an der Reutlinger Marienkirche

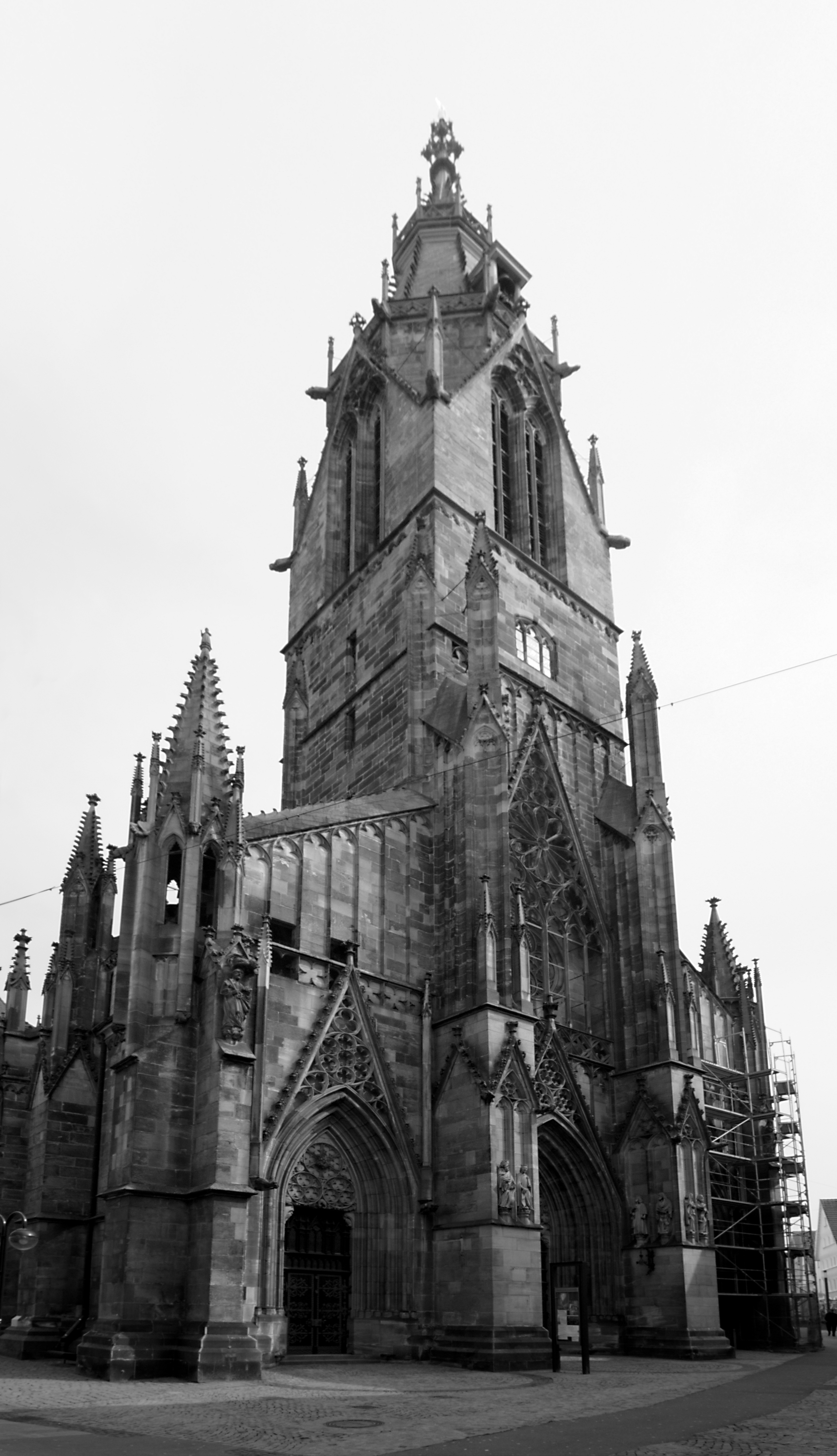
Das Westportal der Marienkirche in Reutlingen mit der Ansicht des Hauptturmes

Am 8. November 1521 wurde Alber in Konstanz zum Priester geweiht. Daraufhin kehrte er nach Reutlingen zurück, wo der Rat der Stadt eine Prädikatur an der Marienkirche eingerichtet hatte, die durch ihn besetzt wurde. Nun begann Alber seine in Freiburg erworbenen Kenntnisse der Lehre Luthers zu vermitteln. Daraufhin übte 1524 Erzherzog Ferdinand Druck auf den Rat der Stadt aus: Alber solle nach den Reichsgesetzen predigen und nicht die Lehre Luthers verkünden. Der Rat schützte Alber, verpflichtete ihn jedoch zu schriftgemäßer Predigt.

### Konstanzer Generalvikar überprüft die Predigten
Im April 1524 wurde mit einer Überprüfung seiner Predigten begonnen. Diese vom Konstanzer Generalvikar durchgeführte Prüfung verlief zum Unwillen des Reutlinger Rates und Albers nicht in ihrem Sinne. Eine durch einen Brand ausgelöste Versammlung der Bevölkerung auf dem Marktplatz in Reutlingen um Pfingsten 1524 erbrachte nach einer besonders engagierten Predigt Albers einen Schwur seiner Gemeinde, das Evangelium zu schützen. Dieser „Reutlinger Markteid“ wurde zwar am 1. Juni 1524 durch den Schwäbischen Bund aufgehoben, zeigte jedoch, dass der Druck auf die Kräfte der Gegenreformation gestiegen war. Als der Bischof von Konstanz, Johann von Weeze, den schwäbischen Bund aufforderte, Albers reformatorische Ideen zu unterbinden, war der Bund gezwungen, zu Alber Position zu beziehen. In der Folge sprachen die württembergischen Kräfte in Stuttgart einen wirtschaftlichen Handelsboykott gegen Reutlingen aus.

### Abendmahl in beiderlei Gestalt
Am 14. August 1524 lud Matthäus Alber in Reutlingen zum Abendmahl in beiderlei Gestalt ein und überwand damit ein sichtbares Symbol der Trennung der Gesellschaft in Geweihte und Nicht-Geweihte.

### Rechtfertigung vor dem Reichsregiment in Esslingen
Alber wurde am 13. Dezember 1524 vor das Reichsregiment in Esslingen am Neckar zitiert, wo er wegen Verstoßes gegen das Wormser Edikt vom 10. bis 12. Januar 1525 verhört wurde. Dabei schlug sein Versuch fehl, die Angelegenheit in eine Disputation zu wandeln. Jedoch konnte er sich einer Verurteilung entziehen, was bedeutete, dass sich seine Gegner nicht gegen seine lutherische Lehre durchsetzen konnten. Als Folge des Verhörs wurde die Umgestaltung des Gottesdienstes in Reutlingen zugelassen. Von nun an las Alber unbehelligt die Messe auf Deutsch und zelebrierte die liturgische Feier der Eucharistie, die Kommunion, ohne vorherige Ohrenbeichte.

### Auftrag zur Neuordnung des Gottesdienstes
1526 beauftragte der Rat von Reutlingen Alber mit der Neuordnung des Gottesdienstes. Diesen beschränkte er auf das Bibellesen, Predigt, die Psalmenbesprechung und die Lieder. In der Abendmahlsfrage wich er auf Anraten Luthers vom Wittenberger Vorbild ab. Auch während der Phase des Bauernkrieges hatte Alber schon die Position Luthers vertreten und lehnte eine Verbrüderung mit den Bauern ab. Diese Annäherung an Luthers Position ermöglichte es Alber, nach dem Bauernkrieg eine weitere Umsetzung seiner reformatorischen Ideen zu erreichen. Dabei vollzog er eine Annäherung an Luthers Auslegungen, ohne mit den oberdeutschen Reformatoren um Ulrich Zwingli zu brechen. Gegen die radikalen Ideen der Täufer, besonders aus Esslingen, setzte er sich erfolgreich durch, als sie 1527 in Reutlingen auftraten.

### Rechenschaft wegen Bruchs des Zölibats und Exkommunikation
Auf Betreiben der Konstanzer Kurie wurde Alber mit elf weiteren Geistlichen am 22. Januar 1528 vor das Gericht in Radolfzell zitiert, um sich wegen Bruchs des Zölibats zu verantworten. Daraufhin erfolgte am 9. Mai 1528 Albers Exkommunikation. Auf sein Drängen hin war Reutlingen neben Nürnberg die einzige süddeutsche Stadt, die auf dem Reichstag zu Augsburg 1530 das evangelische Glaubensbekenntnis, die Confessio Augustana, unterzeichnete. Weitere Prozessanstrengungen der Kurie am Hofgericht in Rottweil führten 1531 zum Ausspruch der Acht. Ebenfalls 1531 erarbeitete Alber seine Reutlinger Kirchenordnung, die einen presbyteriale Kirche aufbauen sollte. Dabei sollten drei Ratsherren und Prediger mit sechs Vertretern der Gemeinde zum „senatus ecclesiae“ zusammentreten, um die anzustellenden Geistlichen zu prüfen, sie zu wählen oder abzusetzen, wenn sie gegen die Lehrmeinung der Gemeinde verstießen. Diesem Senat unterstanden des Weiteren die Visitationen, das Ehegericht und die Entscheidung über Mahn- und Bannverfahren. In einem Konvent sollten die Geistlichen lediglich Lehre, Predigtordnung und Leben einander anpassen, dabei waren sie der Obrigkeit und dem Kirchensenat nicht funktional zugeordnet, ebenso wenig wie Konvent oder Obrigkeit im Kirchenregiment eine eigenständige Funktion hatten. Nachdem Alber neun Jahre gepredigt hatte, die Bilder, die in der Kirche schriftwidrig verehrt wurden, mit Rücksicht auf die Schwachen zu entfernen, wurde dies 1531 vom Rat gewährt. Auch fanden in denselben Jahren Verhandlungen mit Zwingli statt, in denen einzig in der Abendmahlsfrage Differenzen bestanden.
Alber, der zunächst nicht außerordentlich an den Ereignissen der Reformationszeit beteiligt war, aber dessen Handschrift sich bei den Reutlinger Vertretern nicht ausschließen lässt, predigte 1534 in den Feldlagern Herzog Ulrichs in Untertürkheim und Güterstein, aber auch in den Städten Urach, Pfullingen und Nürtingen. Am 21. Mai 1536 begab er sich nach Wittenberg, um als einer der Vertreter der Oberländer an den Verhandlungen zur Wittenberger Konkordie teilzunehmen. Nachdem er am 28. Mai diese Konkordie unterschrieb, predigte er in der Wittenberger Stadtkirche über die Taufe. 1537 nahm er am Uracher Götzentag teil. Alber begab sich 1539 wieder an die Universität Tübingen, wo ihm nach einer Disputation am 7. November 1539, gemeinsam mit Johann Forster, am 8. Dezember 1539 der akademische Grad eines Doktors der Theologie verliehen wurde.

## Abkehr von Reutlingen
Alber vollendete bis 1548 den Prozess der reformatorischen Wandlung in Reutlingen. Da Reutlingen 1548 zur Annahme des Augsburger Interims genötigt wurde, ließ sich Alber am 17. August aus seinem Amt entlassen. Die Einkünfte seines Predigeramtes gab er am 4. September 1549 ab, nachdem Herzog Ulrich ihn am 13. Juli 1549 zum Prediger an der Stuttgarter Stiftskirche berufen hatte. Er wollte zunächst bei seiner Gemeinde bleiben, um seine Anrechte auf seine Einkünfte aus der Pfarrstelle in Reutlingen nicht zu verlieren, kehrte jedoch nicht wieder zurück, da er 1549 mit Familie und Haushalt nach Stuttgart umzog. Wieweit er neben und nach Johannes Brenz, der ihn als Kollegen und Stellvertreter schätzte, in der theologischen Abteilung des Kirchenrats eigenständige Wirksamkeit entfalten konnte, lässt sich nicht genau sagen. Er wirkte an Personalentscheidungen für Kirche und Schule mit, erstellte theologische Gutachten als Teil des Synodus (Conventus) 1552, das in die Confessio Virtembergica einfloss. Auch führte er Visitationen durch, deren Ergebnisse er verarbeitete und aus denen 1553 die Visitations- und Kirchenordnung entstand. Des Weiteren ist seine Teilnahme am Religionsgespräch des Kolloquiums in Worms 1557 zu erwähnen.

## Abt des Klosters Blaubeuren
Am 23. April 1563 wurde Alber zum ersten lutherischen Abt des Klosters Blaubeuren gewählt. Als Prälat mit Sitz im Landtag nahm er am Landtag 1565 teil, es wurde ihm die Aufgabe übertragen, die 1556 gegründete Klosterschule zu leiten. Nach siebeneinhalbjähriger schmerzhafter Krankheit verstarb Alber und wurde am 3. Dezember 1570 in der Stadtkirche von Blaubeuren beigesetzt.

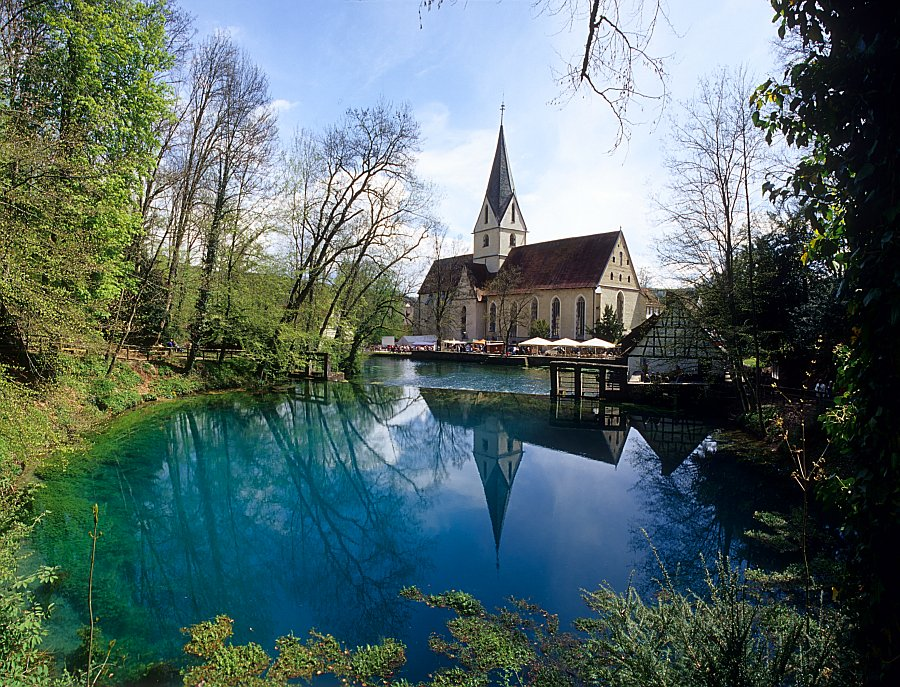
Der Blautopf ist eine sagenumwobene  Karstquelle, hier legten Benediktiner den Grundstein ihres Klosters
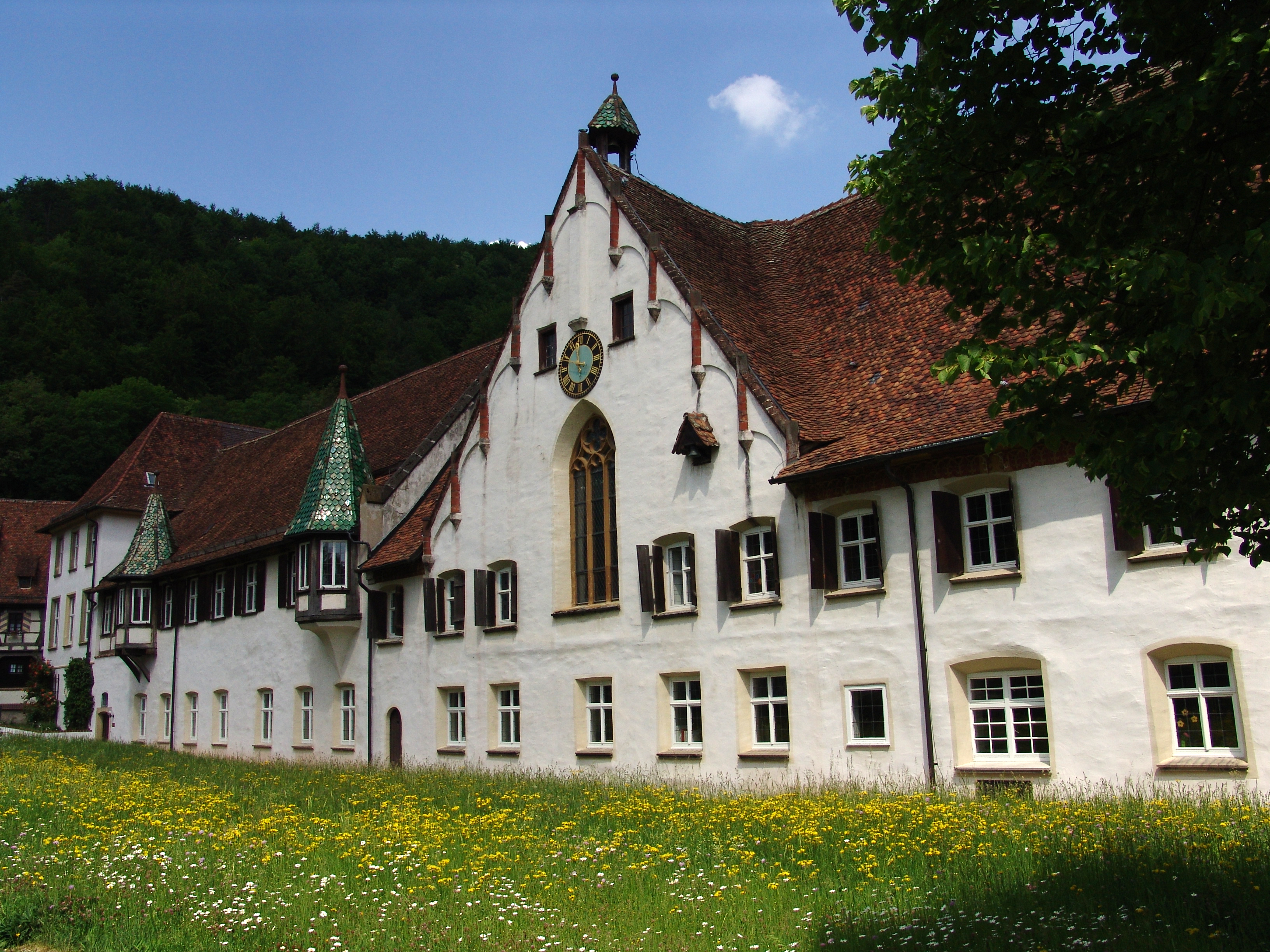
Kloster Blaubeuren um 1085 nah dem Blautopf errichtet, beherbergt heute ein Altsprachliches Gymnasium in seinen Räumen
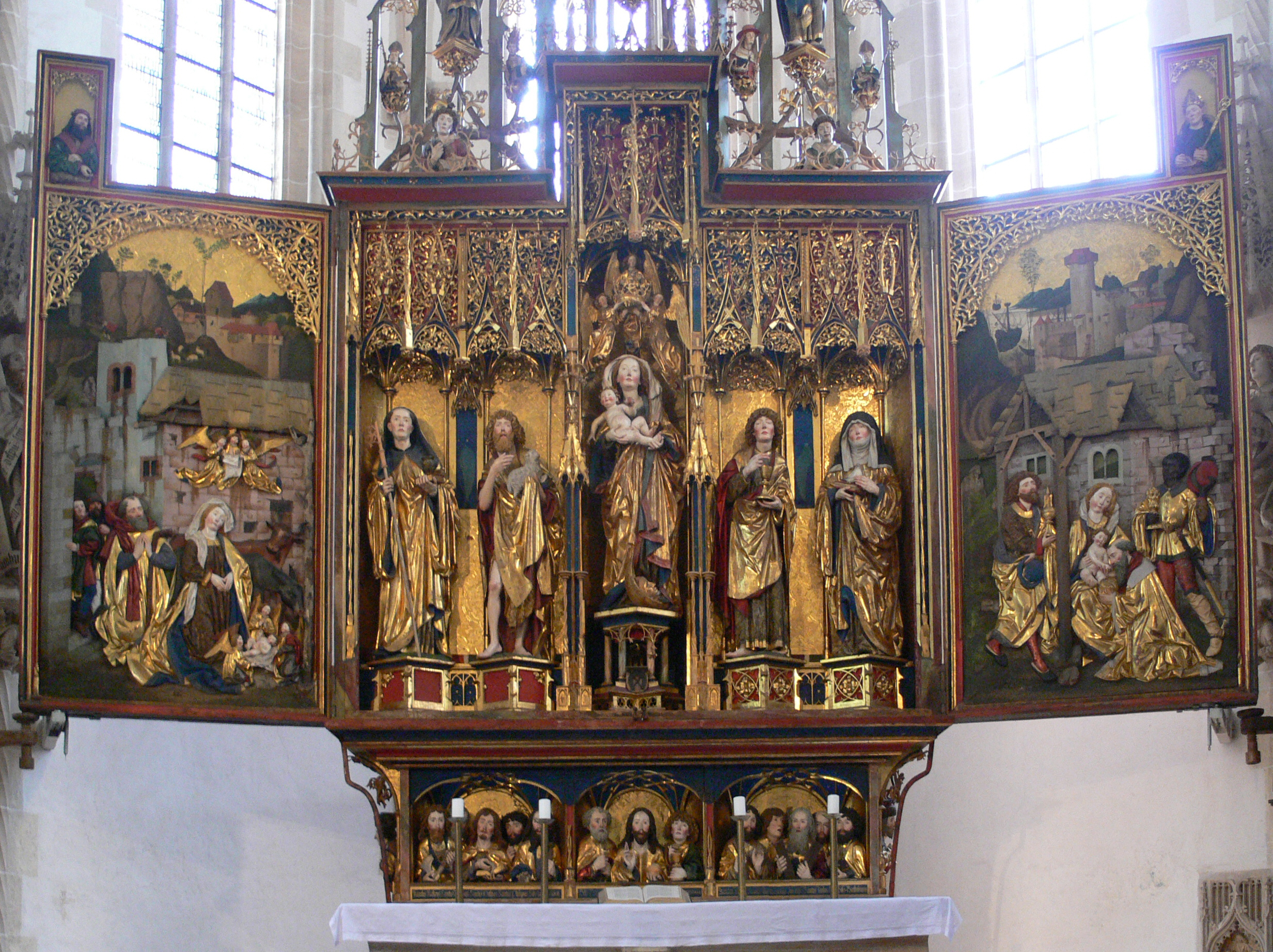
Kloster Blaubeuren Hochaltar, mit den kostbaren Skulpturen der Meister Michel Erhart und Gregor Erhart
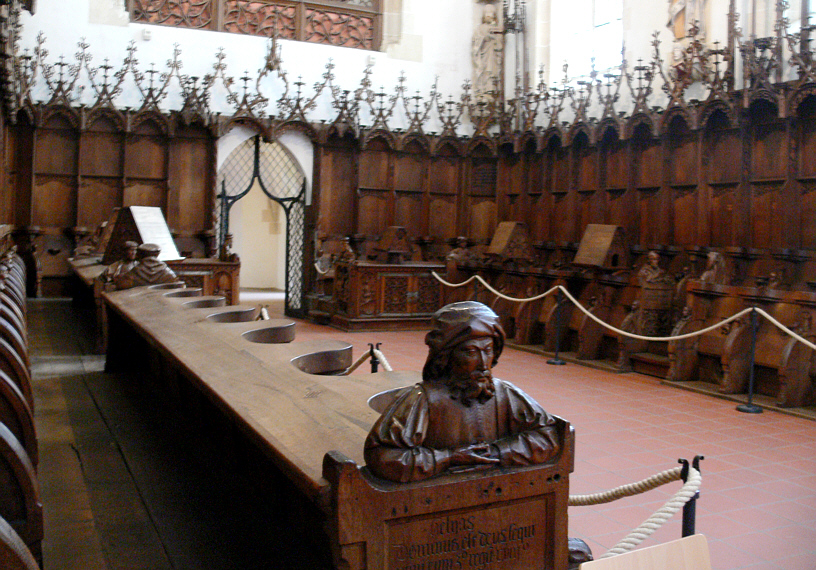
Der Chorraum mit dem Chorgestühl des Meisters Jörg Syrlin dem Jüngeren und einer Skulptur des Propheten Amos
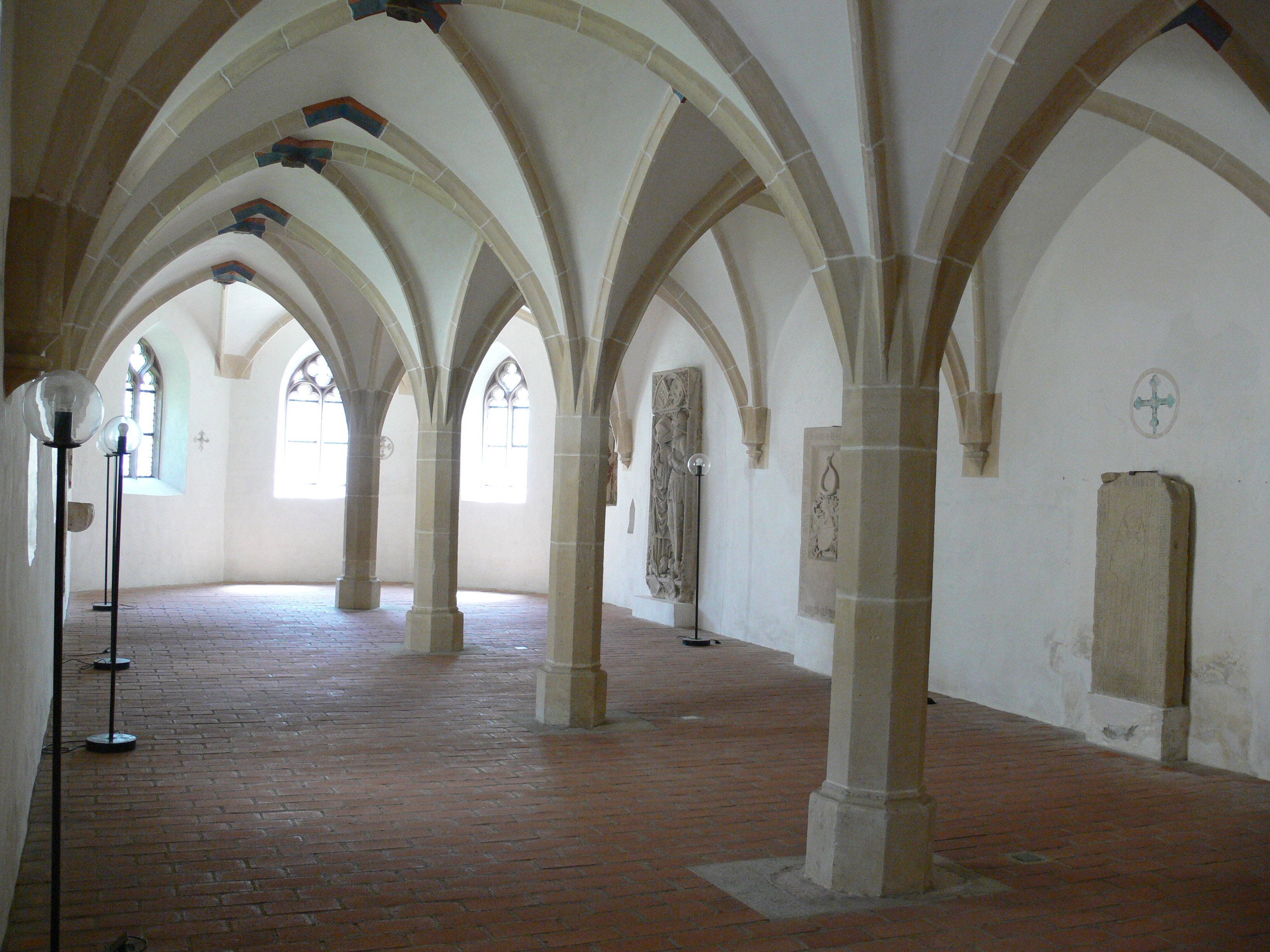
Kloster Blaubeuren mit dem gotischen Kapitelsaal erbaut als Versammlungsstätte seiner klösterlichen Gemeinschaft
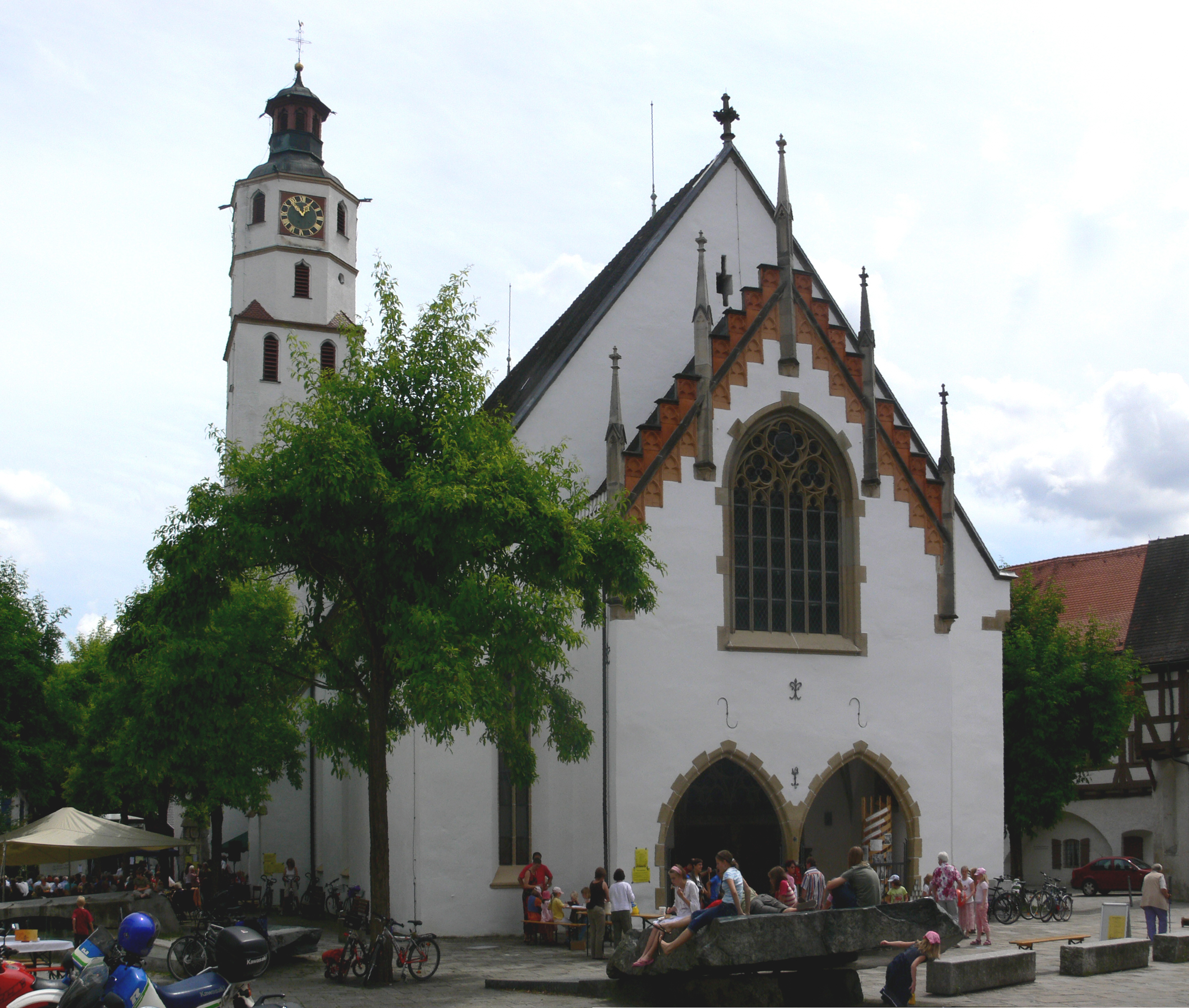
In der Stadtkirche von Blaubeuren wurde der Reformator und Abt des Klosters Matthäus Alber, zur letzten Ruhe beigesetzt

## Theologie

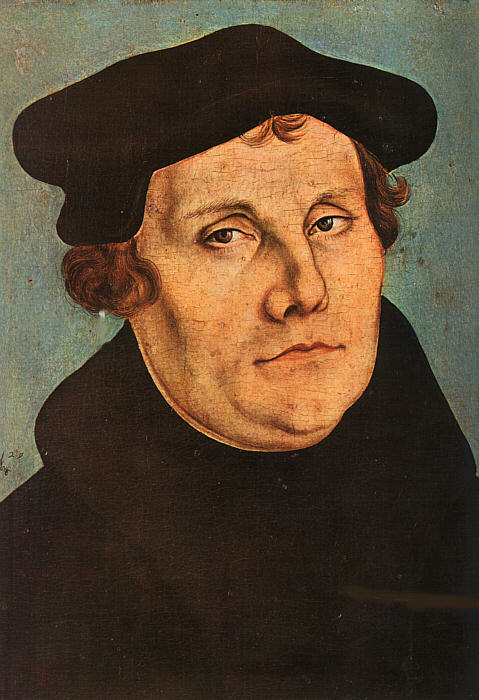
Lutherporträt von Lucas Cranach dem Älteren, 1529

Albers Theologie erweist sich als selbständige Aneignung der frühreformatorischen Theologie Martin Luthers, in der konsequenten Anwendung des Schriftprinzips, die die spätscholastische Tradition durchdringt und verwandelt. In der Rezeption Luthers finden sich eigenständige Akzente. Wie Luther will Alber Christus aus der Schrift predigen. Damit ist die Vertiefung des humanistischen Bibelansatzes zur Theologie des Wortes gegeben. Entsprechend diesen reformatorischen Grundlehren erkennt Alber die Autoritäten außerhalb der Schrift, die kirchlichen Gesetze, die Lehrtradition und die Konzilsentscheidungen nicht an. Die Schrift ist Maßstab der kirchlichen Reform.
Ebenso verwirft Alber die Werkgerechtigkeit und die Messe als opus operatum. Das solus Christus bestimmt auch seine Lehre von der Kirche. Alber realisiert diese Einsicht im Entwurf der Kirchenordnung. Die Kirchenordnung soll den wahren Gottesdienst fördern und zukünftigen Schaden verhüten, nachdem der Tempel Gottes gereinigt ist. Das Gottesvolk, das den Tempel reinigt und die Stadt neu erbaut (Nehemia), ist Abbild der ganzen Kirche. In der Kirchenordnung bezeugt das Gottesvolk die Annahme des Bundes mit Gott. Die Abweisung hierarchischer Strukturen ergibt sich ferner aus der Lehre vom Priestertum aller Gläubigen, die auf dem Blut Christi und der Taufe gründet. Mit der Ablehnung der Tradition fällt auch die Zahl der Sakramente. Nur Taufe und Abendmahl sind Sakramente im Sinne der Schrift. In der Abendmahlslehre steht Alber auf der Linie Luthers. Zwinglis Abendmahlslehre ist Alber nicht gefolgt.

### Haltung zu Hexenlehre und Hexenverfolgung

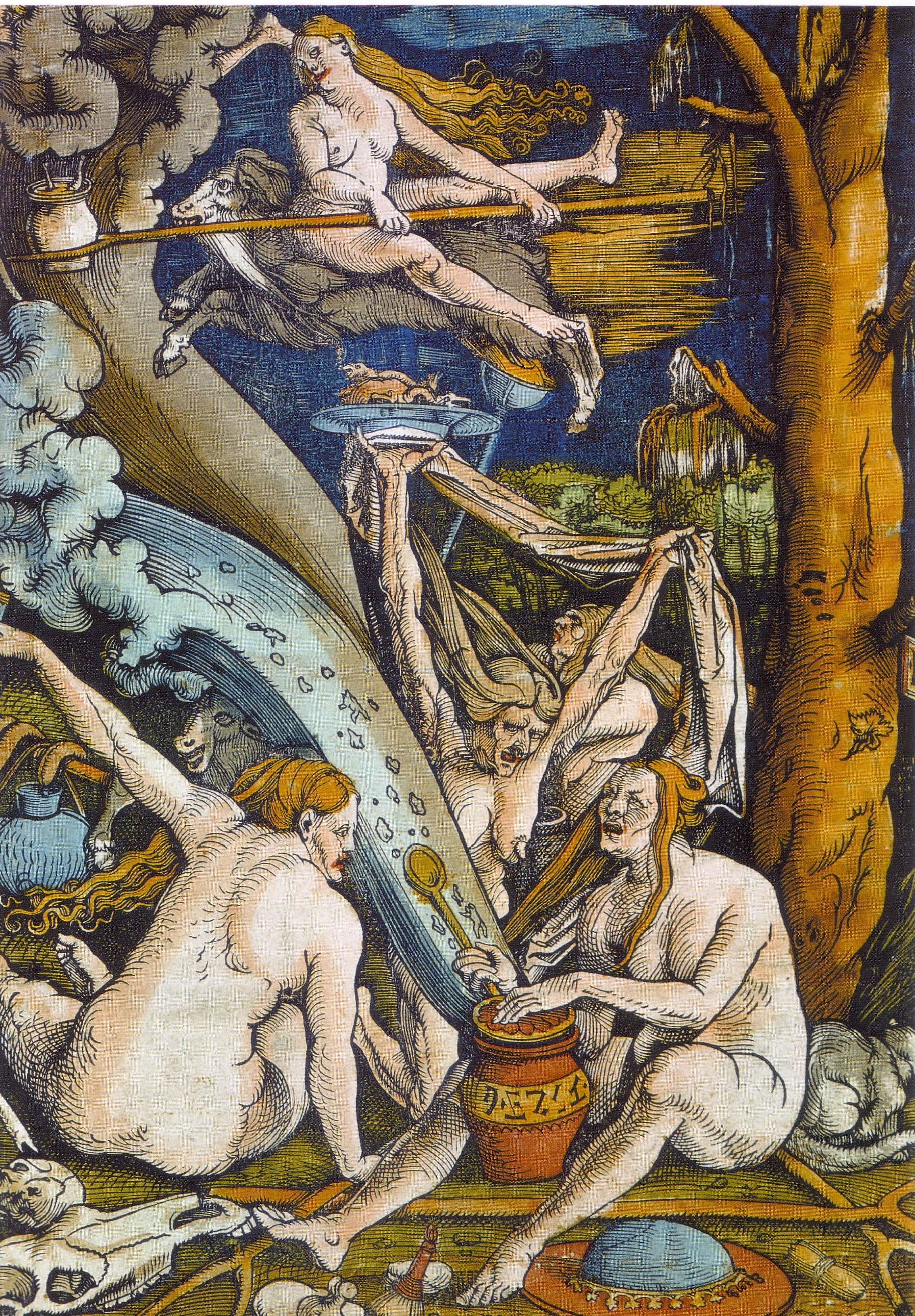
Hans Baldung Grien: Hexen beim Schadenzauber; Holzschnitt um 1508 nachträglich koloriert Quelle: R. Decker Frontispiz Hexen 2004

In der Hexenlehre setzt Alber die Linie der Tübinger Schule fort und steht damit in einer Reihe württembergischer lutherischer Theologen, wo es heißt „Gott handelt auch durch Hexen“. In seiner kritischen Haltung gegenüber dem Hexenglauben und der Hexenverfolgung steht Matthäus Alber somit in einer Reihe mit anderen Tübinger Theologen und württembergischen lutherischen Theologen, wie Jacob Heerbrand, Johannes Brenz, (Theodor) Dietrich Schnepf, Jacob Andreae, Wilhelm Bidembach, Wilhelm Friedrich Lutz oder Theodor Thumm (1586–1630), die Gottes Allmacht so umfassend sehen, dass es keinen Schadenzauber geben kann, weil letztlich auch das Unheil und Unglück von Gott selbst gelenkt wird, um die Sünder zu bestrafen und die Gerechten zu prüfen. Hexen können allenfalls wegen ihres Abfalls von Gott bestraft werden. Dies wirkte im Sinne weniger rigoroser Verfahren und milderer Bestrafung.

### Albers religionswissenschaftliche Betrachtung der Prädestinationslehre
In der Prädestinationslehre tritt Albers Gottesbild schärfer hervor, als er Vorsehung als prädestinatio zum Guten und zum Bösen, zum Glauben und Unglauben interpretiert und sie in der Freiheit Gottes, die Rechenschaft nicht schuldig ist und der der Mensch ausgeliefert ist, gründet. Nur der Gehorsam gegen Gottes Gebote ist übergeordnet. Daher kann er auch Widerstand gegen den Kaiser, der vom Papst als dem Antichrist in Dienst genommen ist, bejahen.

## Nachkommenschaft
In der Genealogie Württembergs ist Alber neben Johannes Brenz als „Haupterbquelle“ oder „Massenahn“ bekannt.

### Die Abstammungslinie der Vorfahren von Matthäus Alber
Seit 1331 lassen sich die Namensträger Alber in einer Handwerkerfamilie, die zu Matthäus Albers Vorfahren zählt, nachweisen.
Matthäus Albers Großvater war Kämmerer und Richter (1451). 1559 immatrikulierte sich ein Johannes Alber aus Reutlingen als pauper in Wien. Matthäus Albers Onkel Max Alber saß im kleinen Rat von Reutlingen, er war Zunftmeister der Schmiede. Sein Bruder Ludwig Allber war ein Ratsherr. Seine Mutter stammte aus einer Reutlinger Bürgerfamilie.

### Die Nachfahren von Matthäus Alber
Aus seiner 1524 geschlossenen Ehe mit Klara Baur, Tochter des Reutlinger Bürgers Jacob Baur, gingen sechs Söhne und vier Töchter hervor, die alle in Reutlingen geboren wurden. Zwei Kinder starben früh.
- Anna (* 25. März 1525, † 8. April 1601 Tübingen) ⚭ I. Jacob Beurlin (1546),[3] ⚭ II. Joachim Heckmayer, Pfleger in Blaubeuren und Hofgerichtsadvokat in Tübingen (24. Januar 1563), neun Kinder aus erster Ehe
- Klara (* 3. April 1526) ⚭ I. Emeran Schrötlin (24. November 1549),[4] ⚭ II. Wendel Lauinger, fünf Kinder aus erster Ehe
- Maria (* 1. Dezember 1528, † 31.8.1591 Stuttgart) ⚭ Johann Enzlin (1554/1555)
- Matthäus (* 11. Dezember 1529, † 25.4.1605 Stuttgart), Jurist, dreimal verheiratet
- Johann (* 30. September 1532, † 20. Februar 1589), Pfarrer in Gaisburg, viermal verheiratet, sieben Kinder aus erster Ehe[5]
- Markus (* 1535 Reutlingen, † 1575), Pfarrer in Beinstein, dreimal verheiratet, fünf Kinder[6]
- Katharina (* 26. Oktober 1542), ⚭ I. Nikolaus Felix Gastpar (1561 Stuttgart),[7] ⚭ II. Joseph Feyerabend (18.1.1597 Hall), vierzehn Kinder aus erster Ehe
- Theophilus (* 8. Januar 1545, † 1603 Stuttgart), Jurist, dreimal verheiratet

Aus der ersten Ehe seiner Tochter Klara mit Emeran Schrötlin, Abt in Maulbronn, führt eine Ahnenlinie zu Friedrich Schiller. Viele weitere bekannte Persönlichkeiten können ihre genealogischen Wurzeln von Matthäus Alber herleiten.
Neben vielen nicht genannten zählen zu Matthäus Albers Nachfahren:
- Christoph Alber, Konsistorialrat in Ludwigsburg;
- der Rechtswissenschaftler Matthäus Enzlin, Geheimer Rat, Professor an der Ruprecht-Karls-Universität Heidelberg und der Eberhard Karls Universität Tübingen;
- Philipp Matthäus Hahn, Pfarrer und autodidaktischer Mechanikus, Konstrukteur und Erbauer bedeutender Uhrwerke;
- der früh verstorbene Schriftsteller Wilhelm Hauff, ein Hauptvertreter der Schwäbischen Dichterschule, Verfasser bekannter Märchen;
- Carl Friedrich Haug, Theologe und habilitierter Professor für Universalgeschichte in Tübingen;
- der Philosoph Georg Wilhelm Friedrich Hegel;
- Wilhelm Maybach, Konstrukteur des berühmten Mercedes-Simplex, eines Rennwagens mit einem 35-PS-Vierzylindermotor und zwei Vergasern;
- der Komponist und Klangkünstler David Moufang, Gewinner des Karl-Sczuka-Preises 2008 gemeinsam mit Thomas Meinecke;
- Karl Christian Planck, Naturphilosoph und Vertreter des Reinen Realismus;
- Ernst Reuter, Politiker und Kommunalwissenschaftler und sein Sohn Edzard Reuter;
- der Puppenspieler Albrecht Roser, zu dessen legendärsten Schöpfungen die strickende Oma gehört, sie schwäbelte regelmäßig im ehemaligen SDR mit ihrem kleinen Hund;
- der Dichter, Literaturwissenschaftler, Politiker und Jurist Ludwig Uhland;
- Friedrich Theodor Vischer, Literaturwissenschaftler, Philosoph, Schriftsteller und Politiker;
- das pfälzisch-württembergische Geschlecht der Familie Weizsäcker, zu der auch Viktor von Weizsäcker, ein Begründer der psychosomatischen Medizin und der Medizinischen Anthropologie, und seine Neffen Carl Friedrich Freiherr von Weizsäcker, Physiker, Philosoph und Friedensforscher und Richard Freiherr von Weizsäcker ehemaliger Bundespräsident, zählen;
- der Theologe und Philosoph Eduard Zeller.
- Auch Gracia Patricia Fürstin von Monaco geb. Grace Kelly und ihre Kinder Caroline Prinzessin von Hannover, Albert II. von Monaco und Stephanie Prinzessin von Monaco zählen zu Matthäus Albers direkten Nachkommen.

## Gedenkstätten
- Nach Alber, auch Aulber genannt, wurde in Reutlingen die Aulberstraße benannt, die an der Marienkirche, der Hauptwirkungsstätte Albers, beginnt. Sie führt 700 Meter bis an den Fuß der Achalm an der Silberburgstraße.
- Das Matthäus-Alber-Haus[9] in Reutlingen, Lederstraße 81, das innerstädtische Gemeindehaus mit großem Veranstaltungssaal, Gemeinde- und Jugendräumen sowie Büros verschiedener evangelischer Dienststellen.
- Eine Alber-Linde wurde im Reutlinger Volkspark zum Reformationsjubiläum am 31. Oktober 2017 gepflanzt. Eine im Boden eingelassene Gedenktafel erinnert an Matthäus Alber, dessen Familienwappen auch ein Baum geziert habe.[10]

## Werke
- Vom rechten Gebrauch der ewigen Fürsehung Gottes. Augsburg 1525.
- Briefe. In: Württembergische Kirchengeschichte NE, Band 2 für 17, 1913, S. 181 ff.